# William Dembski
William Albert Dembski, född 18 juli 1960 i Chicago, är en amerikansk matematiker, filosof och teolog som är mest känd för att vara en av de ledande förespråkarna av intelligent design. Hans huvudtes är användandet av specificerad komplexitet som tecken för att organismer är intelligent designade, i motsats till evolutionsteorins förklaring. Intelligent design räknas som pseudovetenskap.
Dembski har en doktorsexamen i matematik från University of Chicago (1988), en doktorsexamen i filosofi från University of Illinois at Chicago (1996), och en mastersexamen (Master of Divinity) i teologi från Princeton Theological Seminary (1996). Han är professor i filosofi vid Southwestern Baptist Theological Seminary i Fort Worth, Texas, som drivs av Southern Baptist Convention, och senior fellow vid Discovery Institutes Center for Science and Culture i Seattle. Dembski var tidigare assistant professor vid Baylor University.

### Böcker av William Dembski
- The Design Inference: Eliminating Chance through Small Probabilities. Cambridge: Cambridge University Press, 1998. ISBN 0-521-62387-1
- No Free Lunch: Why Specified Complexity Cannot Be Purchased without Intelligence. Lanham, Md.: Rowman & Littlefield, 2002.
- What Darwin Didn't Know (2004) ISBN 0-7369-1313-0